# بريت جاكسون
بريت جاكسون (بالإنجليزية: Brett Jackson)‏ هو لاعب كرة قاعدة أمريكي، ولد في 2 أغسطس 1988 في بيركيلي في الولايات المتحدة.

## وصلات خارجية
- بريت جاكسون على موقع دوري كرة القاعدة الرئيسي (الإنجليزية)
- بريت جاكسون على موقعبيزبول رفرنس.كوم (الدوري الرئيسي) (الإنجليزية)
- بريت جاكسون على موقعبيزبول رفرنس.كوم (الدوري الثانوي) (الإنجليزية)
- بريت جاكسون على موقع إي إس بي إن.كوم (أم.أل.بي) (الإنجليزية)
- بريت جاكسون على موقع مشجعي الرسوم البيانية (الإنجليزية)